# Victoria Schulz
Victoria Schulz (* 1990 in Berlin) ist eine deutsche Schauspielerin.

## Leben
Victoria Schulz wurde für Dora oder die sexuellen Neurosen unserer Eltern bei einem Streetcasting entdeckt. An der Seite von Jenny Schily und Lars Eidinger spielte sie dort ihre erste Hauptrolle. Der Film feierte 2015 seine Premiere bei den Internationalen Filmfestspielen Berlin in der Sektion „Panorama“. Für ihre Darstellung wurde Schulz mehrfach ausgezeichnet. Noch im selben Jahr wurde sie für die Hauptrolle in Von jetzt an kein Zurück von Christian Frosch besetzt.
Für ihre schauspielerische Leistung in Von jetzt an kein Zurück wurde sie 2014 mit dem Seymour-Cassel-Award des Internationalen Filmfestes Oldenburg und dem Nachwuchspreis des Deutschen Schauspielerpreises geehrt. Außerdem erhielt sie 2015 sowohl für ihre Darstellung des geistig behinderten Mädchens Dora in Dora oder die sexuellen Neurosen unserer Eltern als auch für ihre Hauptrolle in Von jetzt an kein Zurück den New Faces Award als beste Nachwuchsschauspielerin. Ihre erste internationale Auszeichnung erhielt sie 2016 beim Festival international de films de femmes de Créteil. 2018 war Schulz erneut in einer Hauptrolle in dem Spielfilm Rückenwind von vorn von Philipp Eichholtz auf der Berlinale vertreten.
Victoria Schulz studierte an der Filmhochschule Babelsberg sowohl Schauspiel, als auch Filmregie. Ihre Kurzfilme Nachthall und Schweben feierten auf dem Max Ophüls Preis in Saarbrücken Premiere und wurden beim Achtung Berlin Filmfestival jeweils als „Bester Kurzfilm“ ausgezeichnet.
Seit einiger Zeit ist Victoria Schulz auch als Autorin tätig.
2022 wurde sie mit ihrem Stück Holy Red zum „Preis der Jungen Dramatik“ am Theater Braunschweig und Theater Magdeburg eingeladen.
2022 drehte sie als Regisseurin für ZDFtivi die Jugendserie ECHT und feierte als Schauspielerin mit dem Film Vamos a la Playa der Regisseurin Bettina Blümner beim Zurich Film Festival Premiere. Für ihre darstellerische Leistung wurde sie beim Filmfest Braunschweig nominiert und erhielt den Ensemblepreis für Bestes Schauspiel beim Achtung Berlin Filmfestival.

## Filmografie (Auswahl)
- 2013: Tatort: Machtlos
- 2014: Von jetzt an kein Zurück
- 2015: Dora oder die sexuellen Neurosen unserer Eltern
- 2017: Die Unsichtbaren – Wir wollen leben
- 2017: SOKO Stuttgart – Blinde Wut
- 2018: Rückenwind von vorn
- 2018: Wir sind doch Schwestern
- 2018: Electric Girl
- 2019: Dead End (Fernsehserie)
- 2020: SOKO München – Tod in Bestzeit
- 2020: Lena Lorenz – Außergewöhnlich einzigartig
- 2020: Polizeiruf 110: Der Tag wird kommen
- 2020: Tatort: Ein paar Worte nach Mitternacht
- 2020: Was wahrscheinlich passiert wäre, wäre ich nicht zuhause geblieben (Kurzfilm)
- 2020: Verliebt in Kroatien (Fernsehfilm)
- 2021: In aller Freundschaft – Die jungen Ärzte – Wieder da (Fernsehserie)
- 2021: SOKO Potsdam: Rich Kids (Fernsehserie)
- 2021: Jenseits der Spree:  Blutsbande (Fernsehserie)
- 2022: Vamos a la Playa
- 2023: SOKO Leipzig: Tödliches Schweigen (Fernsehserie)
- 2023: Letzte Spur Berlin – Nur eine Sekunde (Fernsehserie)

## Auszeichnungen
- 2014: Seymour-Cassel-Award des Internationalen Filmfestes Oldenburg
- 2015: Deutscher Schauspielerpreis als beste Nachwuchsschauspielerin
- 2015: New Faces Award als beste Nachwuchsschauspielerin
- 2016: Nominierung als „Beste Darstellerin“ beim Preis der deutschen Filmkritik
- 2016: „Le Grand Prix d'interprétation“ beim Festival international de films de femmes de Créteil